# Clase Delta

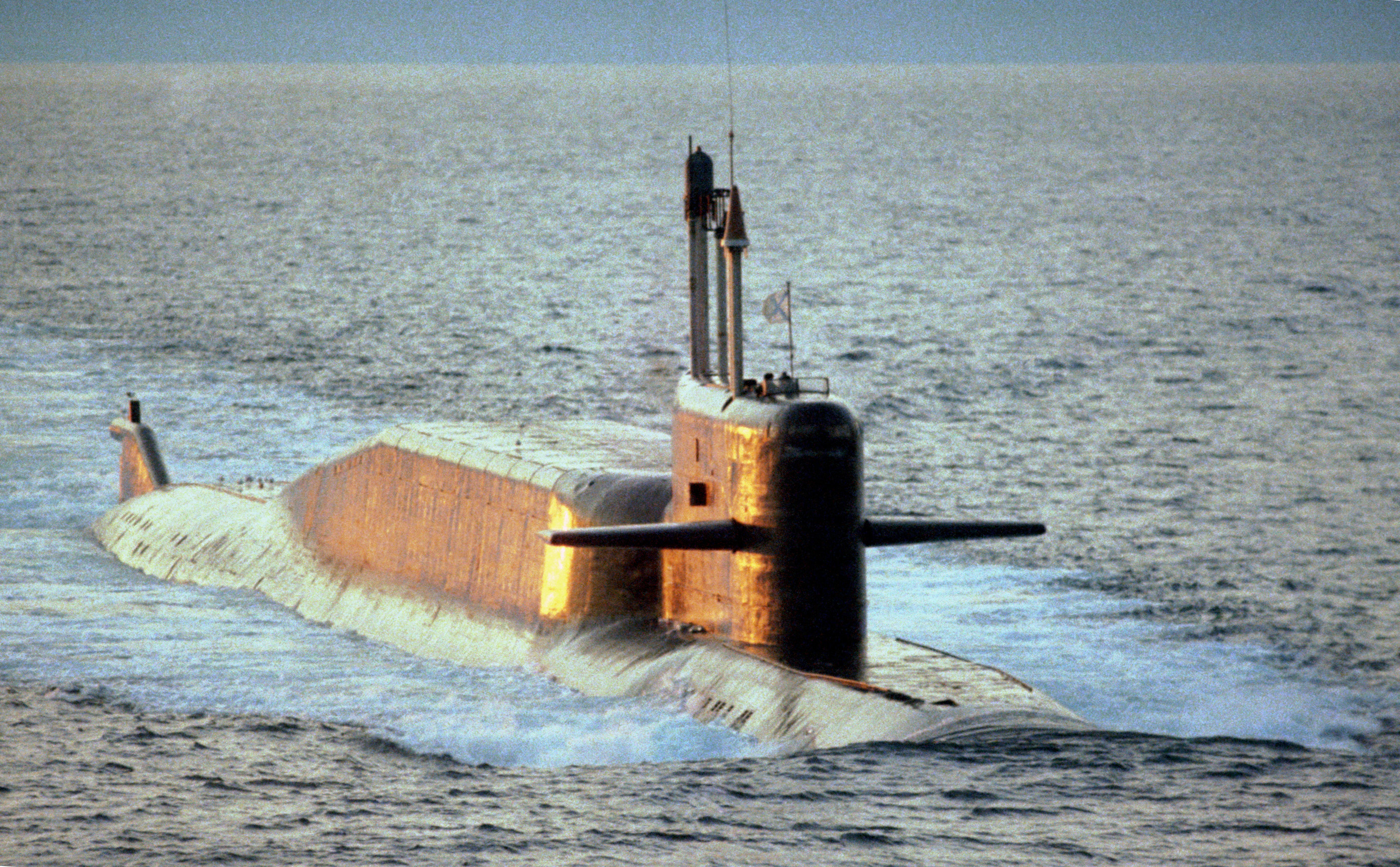
Un submarino de misiles balísticos de propulsión nuclear clase Delta IV

Los submarinos de Clase Delta fueron construidos y desarrollados por la Marina Soviética como submarinos de misiles balísticos de propulsión nuclear para atacar ciudades, instalaciones militares e industriales y bases navales, fueron desarrollados inicialmente bajo el nombre de Proyecto 667B. Se construyeron cuatro tipos diferentes de la misma clase. Todos tenían características similares pero diferentes capacidades y sistemas. En diciembre de 2010, Pavel Podvig de Russianforces.org estimaba que Rusia operaba 26 submarinos estratégicos con 2.272 ojivas nucleares en 440 misiles balísticos. De esta cantidad, 6 son de clase Delta IV y 4 Delta III. Se espera la sustitución definitiva de esta clase según se vayan incorporando a la Marina rusa las nuevas unidades de SSBN Clase Borey que se están construyendo, programadas para los años 2020.
La Clase Delta opera con dos reactores nucleares de 90 MW y dos turbinas de vapor que generan 14.920 kW cada una. Tienen una longitud de 167 metros, desplazamiento de 11.740 toneladas en superficie y 18.200 toneladas en sumersión, cuentan con una profundidad máxima de 400 metros, una velocidad de 22 nudos sumergido, y una tripulación de 130 hombres. Tienen una autonomía estimada en alta mar de 80 días.

## Delta I
Proyecto 667B Murena. El proyecto 667B, con el nombre en clave Murena (ruso Мурена), era una clase de submarinos soviéticos con misiles balísticos. Recibió el nombre OTAN clase Delta. El proyecto 667B formó la base técnica para los proyectos posteriores 667BD, 667BDR y 667BDRM.

### Diseño y construcción
Después de que los submarinos del Proyecto 667A no pudieron acomodar y desplegar ICBM modernos de mayor alcance, los responsables soviéticos decidieron construir una nueva clase de submarinos. El uso de estas armas con su alcance aumentado también parecía imperativo para mantener a los submarinos portadores fuera de las aguas controladas por las naves de guerra submarina de la OTAN antes del lanzamiento de los misiles.
De esta manera, debía garantizarse la capacidad de un segundo ataque nuclear de la Unión Soviética, ya que las fuerzas de la OTAN no podrían destruir los misiles submarinos en caso de guerra antes de que pudieran usar sus armas para tomar represalias. A diferencia de los submarinos del proyecto 667A, los nuevos submarinos ya no solo podrían liderar el segundo ataque de represalia exclusivamente después de un ataque nuclear completo en su propio país, sino en un intercambio nuclear en curso, con las fuerzas restantes de la Unión Soviética y sus aliados para influir directamente en el resultado del conflicto a su favor.
En 1965, se aprobó la construcción de un nuevo tipo de submarino con el sistema D-9. El Proyecto 667B fue planeado por la Oficina de Desarrollo de Rubin y se completó antes de que el cohete R-29 estuviera listo para ser utilizado. Por lo que tuvo que implementarse como la construcción de los primeros submarinos del Proyecto 667B ya comenzada en los astilleros de Severodvinsk y Komsomolsk del Amur.

### Casco
El proyecto 667B tenía 139 metros de largo y una doble cubierta para el casco de presión, lo que hacía a los navíos más resistentes al daño que sus contrapartes occidentales. Los misiles de 13 metros de largo y 30 toneladas se alojaron en dos filas de seis silos. Al igual que con el modelo anterior del Proyecto 667A, parecía más sensato colocar la división de misiles pesados en medio de los botes detrás de la torre. Las dimensiones de los misiles balísticos intercontinentales obligaron a los arquitectos del proyecto 667B, el cuerpo de presión real en la sección transversal ya no es redondo como en el proyecto 667A, sino elipsoidal para cambiar la relación originalmente igual de ancho a alto a favor de una mayor altura. A pesar de todo, los cohetes sobresalían claramente sobre el casco de presión, por lo que tuvieron que resumirse en una joroba detrás de la torre, que dio forma decisiva al aspecto característico de los barcos.
El casco de presión en sí se subdividió en diez compartimentos estancos a prueba de agua:
1. Sala de torpedos con tubos de torpedos, torpedos de reserva, escotilla de salida delantera, primer paquete de baterías, controles del sistema de sonar.
2. Alojamiento en dos cubiertas y segundo paquete de baterías en la tercera cubierta.
3. Central con instrumentos de control, sala de radio y acceso a la torre.
4. División de Misiles 1 con ocho silos de cohetes.
5. División de Misiles 2 con cuatro silos de misiles y sistemas de bombas de combustible para cohetes
6. Departamento técnico con depósitos de combustible diésel.
7. Departamento de reactores con los dos reactores WM posicionados sucesivamente.
8. Departamento de máquinas frontal con turbinas, condensadores, motores eléctricos.
9. Compartimiento del motor trasero con turbinas, condensadores, motores eléctricos.
10. Compartimiento trasero con escotilla de salida trasera, bloqueo de acceso, máquina de timón para el timón de la cola y gatillo para la boya de emergencia.

### Propulsión
La principal fuente de proyecto 667B eran el sistema 700-OK complejo con dos reactores VM 4-B. Los dos reactores juntos producían 180 MW de energía térmica, que generaba vapor para impulsar dos turbinas GTSA. Cada una de las turbinas podía transmitir hasta 20,000 caballos de fuerza (14,710 kW) a los dos ejes, lo que impulsaba al submarino con una velocidad máxima de 25 nudos en las dos hélices en inmersión hacia adelante. Alternativamente, dos motores diésel DW-460 podrían proporcionar 460 kW de energía de propulsión quemando combustible diésel y oxígeno atmosférico. Además disponía de un snorkel.
Ambas fuentes de energía podrían cargar los acumuladores de plomo del submarino a través de un generador .

### Autonomía

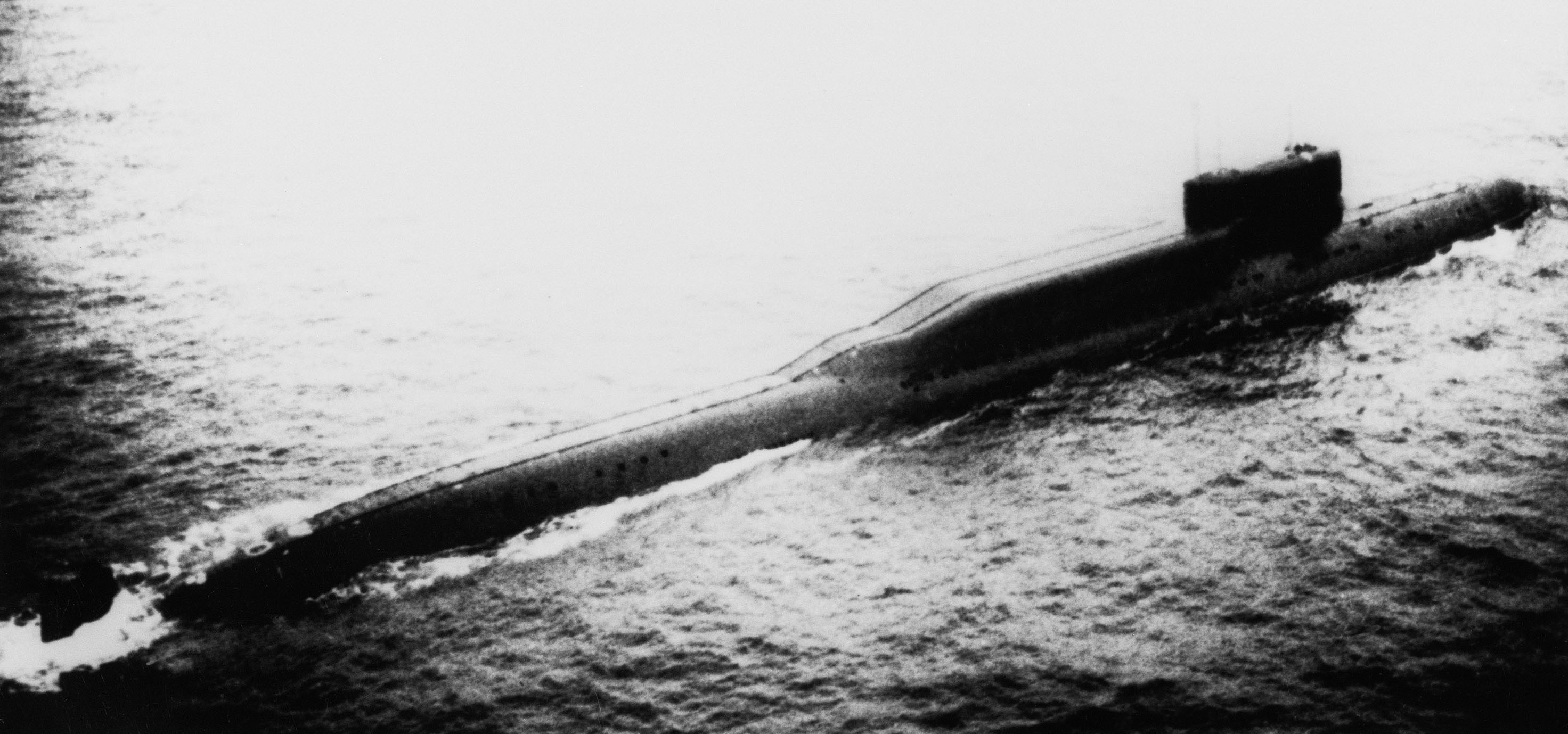
Submarino Delta I.

El proyecto 667B ya no estaba sujeto a restricciones de alcance debido a su unidad nuclear. Solo el suministro de alimentos y bienes de consumo para la tripulación limitó la duración de las misiones de los submarinos a un estimado de 80 días.

### Armamento
El armamento principal ofensivo del Proyecto 667B consistió en doce misiles balísticos intercontinentales R-29, que junto con sus sistemas de control formaron el complejo de misiles D-9. El complejo D-9 incluía un sistema informático tipo Alfa que transfería automáticamente la configuración de lanzamiento a las armas e incluía por primera vez un sistema de autorización que permitía que un cohete se lanzara automáticamente cuando se transmitía al barco una señal adecuada por parte del Alto Mando. Los doce cohetes podrían lanzarse en breve sucesión desde profundidades de agua de hasta 55 metros y cada uno con una ojiva nuclear un poder explosivo de 800 kT con un alcance de 7.700 km. Además, los misiles incluían varios señuelos en la segunda etapa de la sección de propulsión, que se lanzaban cuando ésta se consumía, produciendo ecos de radar falsos al desplegarse, con el objeto de confundir al enemigo en la búsqueda del misil real.
Después de algunos años de servicio, algunos barcos recibieron el Complejo D-9D actualizado durante su mantenimiento regular. Para la autodefensa, cada submarino llevaba cuatro tubos de torpedos de proa en calibre 533 mm y dos en calibre 400 mm. 16 torpedos para los tubos de 533 mm y cuatro armas de 400 mm se podrían llevar a bordo. Los modelos de torpedo SET-65, SAET-60, 53-65K o 53-65M de 533 mm podrían usarse junto con el SET-40 de 400 mm.

### Sensores y sistemas de comunicación
El proyecto 667B estaba equipado con un sistema de información de combate Almas B, un sistema de navegación Tobol B y un sistema de comunicación Molnija-L. El sistema de sonar en el Proyecto 667B fue adoptado por el Proyecto 667A, desarrollado entre 1960 y 1963, y llevaba el nombre en código "Kerch" y el identificador MGK-100. Las antenas cilíndricas de recepción y transmisión del sistema se instalaron por debajo y por encima de los tubos de torpedo de proa.
La vela estaba equipada con un MT-70-8 y un periscopio PSNG-8M, junto con un periscopio para la navegación astronómica y un sextante radiométrico tipo Saiga (denominación OTAN: Ojo de bacalao). El Proyecto 667B estaba equipado con un sensor de radar MRK-50 "Kaskad" (denominación OTAN: Snoop Tray 2) retráctil combinado con un "Korma" MRK-57 para buscar contactos de superficie que operan en la banda X. Además, se instaló un sistema de identificación amigo-enemigo del tipo "Nichrome-M".
En la vela, justo detrás del puente, se encuentra el mástil extensible con el sensor "Sintes" (OTAN: Pert Spring) para el sistema de navegación "Tobol-B", un mástil adicional extensible con un sensor ESM tipo MRP-21 "Saliw-P" (denominación OTAN: Pulpa de ladrillo) se instaló en el borde trasero de la vela.
El proyecto 667B tenía varios sistemas de comunicación redundantes que permitían el contacto con la sede y las fuerzas amigas. Para este propósito, se instalaron varias antenas de transmisión para la comunicación por radio en la torre y una antena receptora (denominación OTAN: Park Lamp) el Clase Delta pudo recibir mensajes en onda corta y larga. Para la comunicación de largo alcance en condiciones sumergidas a una frecuencia extremadamente baja, los navíos tenían una antena remolcada del tipo "Parawan". Esta antena podría ser desenrollada por un cabrestante ubicado justo detrás de los ejes del cohete. El cabrestante se montó debajo de una escotilla entre el casco de presión y la cubierta exterior y pudo liberar la antena, que, suspendida por un pequeño cuerpo flotante, podría remolcarse detrás del barco.

### Unidades
Dos astilleros soviéticos construyeron un total de 18 submarinos del proyecto 667B. Estos fueron el Astillero 402 "Sevmash" en Severodvinsk y el Astillero 199 en Komsomolsk del Amur. Debido a las dimensiones cada vez mayores de los submarinos de misiles balísticos y la ubicación del astillero en un río, el Proyecto 667B fue la última clase soviética SSBN que se pudo producir en el Astillero 199.

### Desguace
El desguace de los submarinos del proyecto 667BD consistió en tres operaciones: asegurar y almacenar la sección del reactor, desechar los submarinos y, si así lo requieren los tratados de START de desarme, deshabilitar el lanzador de cohetes. El trabajo fue financiado inicialmente por la Unión Soviética y más tarde Rusia como una obligación de los acuerdos START, sino también bajo el Programa Cooperativo de Reducción de Amenazas (CTR), financiado por los Estados Unidos.

## Delta II
Proyecto 667BD Murena-M. El submarino de la clase II Delta era un gran submarino de misil balístico diseñado para remediar las deficiencias en el submarino de la clase Delta I. El diseño fue esencialmente el mismo, sin embargo, el submarino se alargó en los compartimientos cuarto y quinto en 16 metros para permitir la instalación de cuatro tubos de misiles más. El nuevo tipo de Delta también recibió medidas adicionales para hacerlo más silencioso, como tener las turbinas de vapor montadas en amortiguadores, tener todas las tuberías e hidráulicos separados del casco a través del aislamiento de goma, y aplicar un recubrimiento hidroacústico especial al casco.
El nombre de informe de la OTAN, Delta II indica este submarino como una nueva clase visualmente distinguible. La designación soviética, 667BD Murena-M indica que este submarino es un Delta I mejorado. Solo cuatro submarinos de esta clase fueron construidos, aparentemente a favor de la construcción de la siguiente clase, el Delta III, y todos los Delta II estaban fuera de servicio en 1996.

### Casco
El proyecto 667BD mantuvo en gran medida el diseño interior y los sistemas técnicos de su predecesor y solo se extendió por la sección adicional del casco. Sin embargo, la reducción de ruido fue revisada; por un lado, para dificultar la ubicación de los barcos por sistemas de sonar extranjeros, por otro lado, para aumentar la efectividad de su propio sistema de sonar al eliminar las fuentes de ruido molestas. Los barcos recibieron un nuevo revestimiento absorbente de sonido, las tuberías y los sistemas hidráulicos se desacoplaron del casco de presión y las turbinas de vapor se colocaron en una cimentación, lo que impidió la transmisión de vibraciones de las máquinas en el casco de presión y, por lo tanto, el agua circundante.
Los submarinos del proyecto 667BD fueron los primeros en la historia de la construcción de submarinos soviéticos en tener un sistema de electrólisis de agua, por lo que el agua de mar y la energía eléctrica podrían utilizarse para producir oxígeno para la tripulación, eliminando la necesidad de reponer los suministros de aire respirable.
El casco de presión en sí se subdividió en diez compartimentos estancos a prueba de agua:
1. Sala de torpedos con tubos de torpedos, torpedos de reserva, escotilla de salida delantera, primer paquete de baterías, controles del sistema de sonar
2. Alojamiento en dos cubiertas y segundo paquete de baterías en la tercera cubierta
3. Central con instrumentos de control, sala de radio y acceso a la torre.
4. División de misiles 1 con doce silos de cohetes.
5. División de Misiles 2 con cuatro silos de misiles y sistemas de bombas de combustible para cohetes
6. Departamento técnico con depósitos de combustible diésel.
7. Departamento de reactores con los dos reactores WM posicionados sucesivamente
8. Departamento de máquinas frontal con turbinas, condensadores, motores eléctricos.
9. Compartimiento del motor trasero con turbinas, condensadores, motores eléctricos
10. Compartimiento trasero con escotilla de salida trasera, bloqueo de acceso, máquina de timón para el timón de la cola y gatillo para la boya de emergencia

### Propulsión
La principal fuente de proyecto 667B eran el sistema 700-OK complejo con dos reactores VM 4-B. Los dos reactores juntos producían 180 MW de energía térmica, que generaba vapor para impulsó dos turbinas GTSA. Cada una de las turbinas podía transmitir hasta 20,000 caballos de fuerza (14,710 kW) a los dos ejes, lo que impulsaba al submarino con una velocidad máxima de 25 nudos en las dos hélices en inmersión hacia adelante. Alternativamente, dos motores diésel DW-460 podrían proporcionar 460 kW de energía de propulsión quemando combustible diésel y oxígeno atmosférico. Además disponía de un snorkel.
Ambas fuentes de energía podrían cargar los acumuladores de plomo del submarino a través de un generador.

### Autonomía
El proyecto 667BD ya no estaba sujeto a limitaciones de alcance debido a su unidad nuclear. Solo el suministro de alimentos y bienes de consumo para la tripulación limitaba la duración de la patrulla de los barcos a un estimado de 80 días.

### Sensores y sistemas de comunicación
El proyecto 667BD estaba equipado con un sistema de información de batalla Alma BP, un sistema de navegación Tobol B y un sistema de comunicación Molnija-L. Además, se instaló un sistema de detección amigo-enemigo del tipo "Nichrome-M".

### Armamento

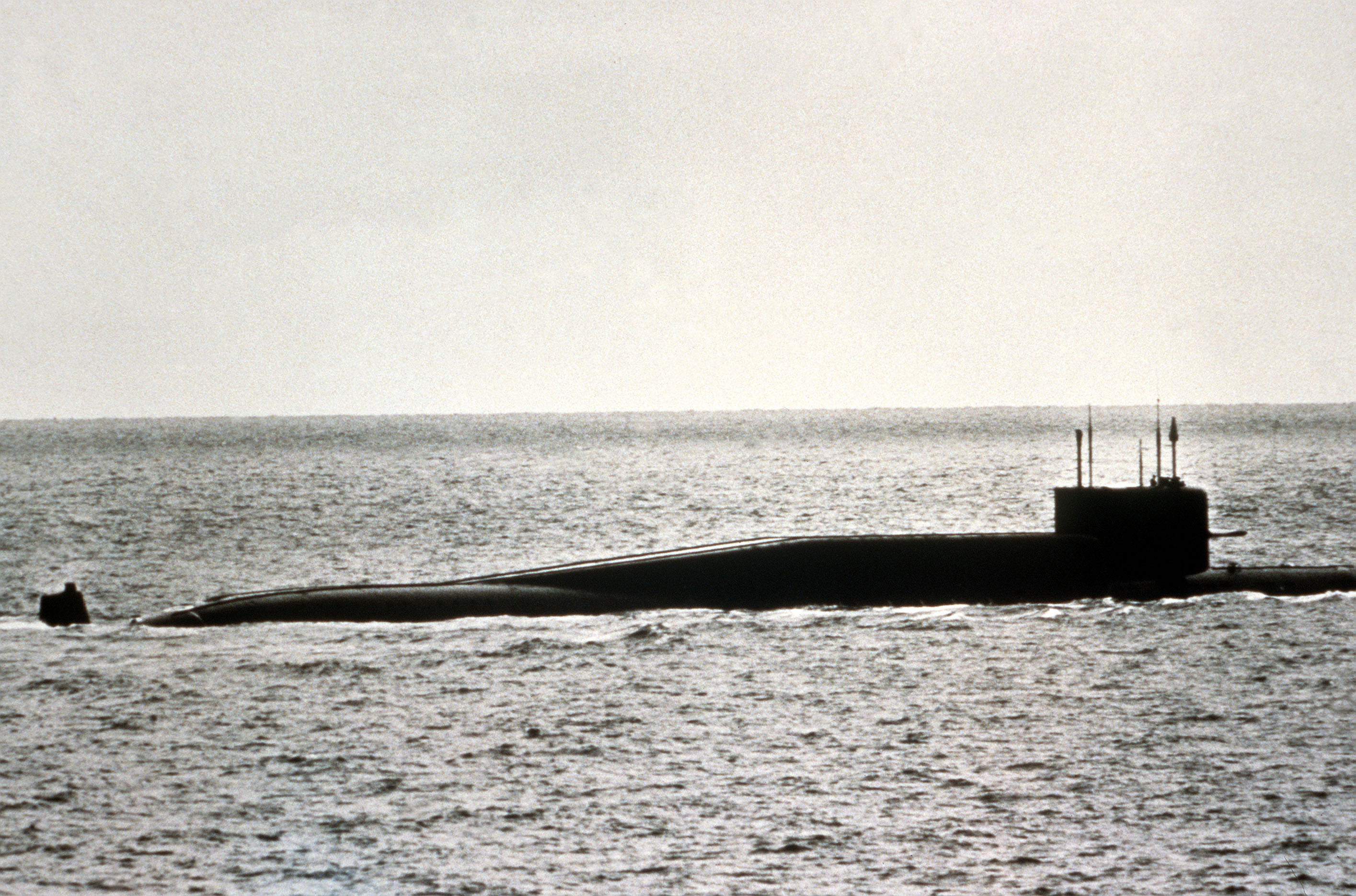
Submarino Delta II.

El proyecto 667BD transportó 16 misiles balísticos intercontinentales R-29D en silos separados. Las armas estaban controladas por el complejo de misiles D-5D, que, sin embargo, había sido desarrollado para el proyecto anterior 667B con solo doce misiles. El resultado fue que el Proyecto 667BD no pudo disparar sus misiles en una única salva, sino que tenía que realizar dos secuencias de disparo: una para los primeros doce misiles y luego otra para los cuatro restantes.
Para la autodefensa, cada submarino llevaba cuatro tubos de torpedo de proa en calibre 533 mm y dos en calibre 400 mm. Podía llevar a bordo 16 torpedos para los tubos de 533 mm y cuatro armas de 400 mm. Los modelos de torpedo SET-65, SAET-60M, 53-65K o 53-65M de 533 mm podrían usarse junto con el SET-40 de 400 mm.

### Desguace
El desguace de los submarinos del proyecto 667BD consistió en tres operaciones: asegurar y almacenar la sección del reactor, desechar los barcos y, si así lo requieren los tratados de START de desarme, deshabilitar el lanzador de cohetes. El trabajo fue financiado inicialmente por la Unión Soviética y más tarde a Rusia como una obligación de los acuerdos START, sino también bajo el Programa Cooperativo de Reducción de Amenazas (CTR), financiado por los Estados Unidos.

## Delta III
Proyecto 667BDR Kalmar
El desarrollo del Delta III Kalmar, ("calamar" en ruso) data de 1972, cuando Rubin Design Bureau for Marine Engineering comenzó a diseñar los planos de este nuevo SSBN. Este submarino está equipado con el sistema de lanzamiento D-9R con 16 tubos lanzamisiles o "pozos" —en el argot militar—, y es el primer submarino soviético moderno que puede lanzar todos sus misiles SLBM R-29RM en una sola salva navegando en inmersión, sin tener que parar el buque ni emerger a la superficie marina para realizarlo, lo que suponía un gran avance para la Marina soviética.
Su enorme capacidad de ataque nuclear se debe a los 16 misiles SLBM R-29R balísticos que pueden transportar cada uno entre 3 y 7 MIRVs, con rangos variables entre 6500 km y 8300 km, dependiendo del número de ojivas de reentrada atmosférica y del tipo de objetivos asignados a las mismas.
También está equipado con un sistema automatizado para el orden de batalla que gestiona el disparo de una amplia gama de torpedos existente en el arsenal soviético, desde sus cuatro tubos torpederos situados a proa y que constituyen su principal armamento táctico defensivo. Los torpedos también pueden cargarse con pequeñas cargas nucleares de carácter táctico si la situación lo requiere. Rusia ha ampliado esa panoplia de diferentes tipos de torpedos, incluyendo el supersónico de cavitación VA-111 Sjval para todos sus submarinos de ataque.
Posee el sistema de navegación inercial (INS) "Tobol-BD" del Delta-II, aunque posteriores actualizaciones incorporaron el más capaz "Tobol-M-1", que posteriormente sería reemplazado por el actual "Tobol-M-2", que mejora enormemente las capacidades de navegación del submarino, dotándolo de un nivel tecnológico similar a los submarinos norteamericanos de Clase Los Ángeles. También está equipado con el sistema "Blumbebee" de navegación hidroacústica, que determina su posición sobre la base de un despliegue de boyas y sensores hidroacústicos diseminados globalmente por todos los océanos y áreas donde normalmente realizan patrullas de vigilancia geoestratégica, dependiendo de las misiones y de la nueva escena política internacional. Los Delta-III utilizan el sistema hidroacústico "Rubikón", más potente, avanzado y moderno.
Despliegue soviético y desmantelamiento programado ruso.
La primera unidad de Delta III, el K-441 "26 Zvezda KPSS", entró en servicio el 31 de octubre de 1976, y pronto fue destinada a la Flota del Pacífico, que se convirtió con el paso del tiempo en el refugio habitual de estos submarinos con la nueva Federación Rusa. La vida operacional de estos submarinos fue estimada entre 20 y 25 años, el ultimo fue retirado en 2018 tras la botadura de las primeras unidades del Proyecto 955A Clase Borey II.
Vladímir Putin, espoleado por la desgracia que representó el naufragio del submarino K-141 "Kursk" comenzó la tarea de reconstrucción las Fuerzas Armadas, y en especial de una nueva y poderosa Armada, que quiere volver a ser la segunda más poderosa del mundo en 2025. Originalmente todos los Delta III sirvieron en la Flota del Norte rusa, para foguearse formando una división que tenía su base en el puerto de Sayda Guba en las bahías de Nagelnaya y Olenya. En los años 1990, tras el colapso soviético, todos los Delta III fueron transferidos a la bahía de Yagelnaya. Sin embargo, los Delta III, que fueron transferidos en 1983 a la Flota del Pacífico, también tuvieron una división que sigue manteniéndose entre las bases navales de Petropávlovsk-Kamchatski, Komsomolsk del Amur y Vladivostok.
De acuerdo con el tratado START-I firmado en 1991, cinco unidades del Proyecto 667BDR Delta III servían en la Flota del Norte (tres en Yagelnaya y dos en Olenya) y nueve en la Flota del Pacífico (tres unidades por cada base naval). El primer Delta III de la Flota del Norte fue dado de baja en 1994.

El programa de Cooperación de Reducción de Amenazas de la Comisión para el Desarme Soviético Nunn-Lugar, como resultado de la firma del START-I, previó el desmantelamiento de 25 unidades de la Clase Delta, 5 unidades de la Clase Typhoon y una unidad de la Clase Yankee. Reduciendo el número de misiles nucleares en 400 unidades y 1700 ojivas nucleares para 2003. Aunque estas previsiones sólo se han cumplido a medias, ya que el desmantelamiento nuclear es muy lento, laborioso y costoso. No todos los submarinos Delta III van a ser desguazados. La Armada rusa reportó que para cubrir sus necesidades estratégicas modernas necesitará de un mínimo de 12 SSBN para poder asegurar la disuasión nuclear frente a los Estados Unidos y de las infraestructuras necesarias para dicho cometido, en total 14 submarinos de la Clase Borei I y II, para 2025-2030.

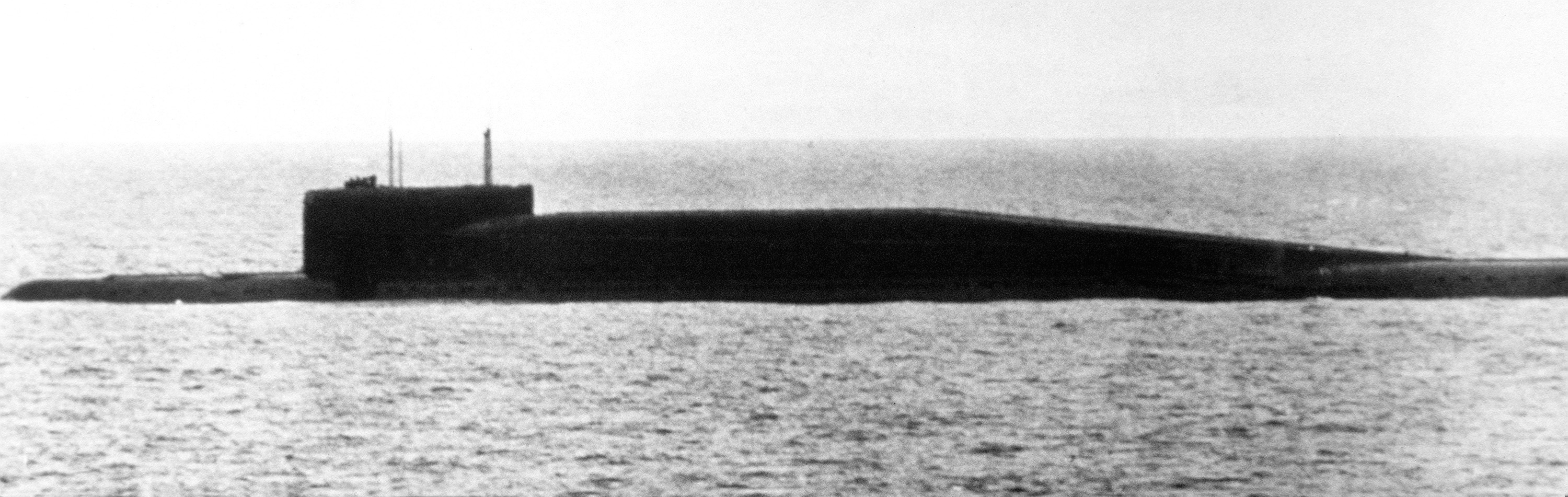
Submarino Delta III.

Actualmente el deterioro de las relaciones ruso-norteamericanas se ha visibilizado, en el reciente año debido a a la Invasión Rusa de Ucrania que sumado a la crisis causada por la pandemia de COVID-19 ha retrasado los trabajos de desarme nuclear renovados con la firma del START-III. La base naval rusa del puerto sirio de Tartu, que la URSS obtuvo en 1971 gracias a Hafez el Assad, es desde la cual Rusia se avitualla y patrulla de nuevo con gran profusión por el Mediterráneo. Putin argumenta que no es para "sacar músculo" contra Occidente, pero sí un claro aviso para que no se inmiscuya militarmente en Siria para derrocar a Bashar el Assad. Para la Armada rusa es muy importante este puerto mediterráneo, clave para no perder influencia en Oriente Medio y el Golfo Pérsico, y prueba de ello es el reforzamiento de la Flota del Mar Negro y de la Flotilla del Caspio y de sus fronteras europeas con dos radares de descubierta antimisiles lejana Voronezh-DM en Kaliningrado y Krasnodar (zona del Cáucaso). O también su refuerzo con misiles SRBM de corto alcance SS-26 Stone (Iskander-M /K/ N) con capacidades tanto antimisil, antiaérea, antisatélite, o de crucero táctico nuclear (R-500, SS-N-21/K-10 Granat). Esta base ha sido reforzada con los misiles SS-26, antimisiles S-300/400 y misiles de defensa costera antibuque de crucero K-300P Bastión (SS-N-26, P-800).
| Submarino                         | Construido | Asignado                           | Estado                        |
| --------------------------------- | ---------- | ---------------------------------- | ----------------------------- |
| K-424 "Noginsk"                   | 1974-1976  | Flota del Norte desde 1976-1995    | Desguazado en 1999            |
| K-441 "26 Zvezda KPSS"            | 1974-1976  | Flota del Pacífico desde 1976-1995 | Desguazado en 2000            |
| K-449 "Krasnogorsk"               | 1974-1976  | Flota del Pacífico desde 1977-2001 | Desguazado en 2008            |
| K-455 "Dmitrov"                   | 1974-1976  | Flota del Pacífico desde 1976-1993 | Desguazado en 1999            |
| K-490 "Voskresensk"               | 1975-1977  | Flota del Pacífico desde 1977-1995 | A la espera de ser desguazado |
| K-487 "Konsomolsk-na-Amur"        | 1975-1977  | Flota del Norte desde 1977-1995    | Desguazado en 1999            |
| K-496 "Borisoglebsk"              | 1975-1977  | Flota del Norte desde 1977-2010    | Desguazado en 2012            |
| K-506 "Zelenograd"                | 1975-1978  | Flota del Pacífico desde 1978-2010 | A la espera de ser desguazado |
| K-211 "Petropavlovsk-Kamchatskiy" | 1976-1979  | Flota del Pacífico desde 1979-2010 | Retirado                      |
| K-223 "Podolsk                    | 1977-1979  | Flota del Pacífico desde 1979-2018 | Retirado                      |
| K-180 "Sérpujov"                  | 1977-1980  | Flota del Pacífico desde 1980-2004 | Desguazado en 1999            |
| K-433"St.Georgiy Pobedonosets"    | 1978-1980  | Flota del Pacífico desde 1980-2018 | Retirado                      |
| ex-K-129 (BS-136) "Oremburg"      | 1979-1981  | Flota del Norte desde 1981-2008    | A la espera de ser desguazado |
| K-44 "Ryazán"                     | 1980-1982  | Flota del Pacífico desde 1982      | Activo                        |

## Delta IV
Los SSBN (acrónimo de submarino de ataque balístico de propulsión nuclear) del Proyecto 667BDRM Delfín (Código OTAN: Clase Delta IV), fueron los últimos en ser construidos entre 1981 y 1990, llegando a siete unidades, que están en servicio activo desde 1985, desde la primera unidad construida, el K-51 "Verjoturye", hasta la última, el K-407 "Novomoskovsk", con cinco aún en servicio en la Armada Rusa. Uno de ellos, el BS-64 ex K-64 "Podmoskovye", está siendo reestructurado desde 1999 para reconvertirse en un AGSS (acrónimo de submarino de ataque de acción geoestratégica), o lo que es lo mismo, un submarino de propulsión nuclear no armado, de ahí el cambio de denominación K por B, reestructuración que está acometiendo el GRU (Servicio de Inteligencia Militar Ruso) en las instalaciones secretas de la 29 Th (Div.) de Submarinos Independientes para Operaciones Clandestinas y Secretas, que seguramente será entregado a esta afamada División de submarinos para operaciones especiales submarinas y no irá armado. Zvezdochka-ru.livejournal. (enlace roto disponible en Internet Archive; véase el historial, la primera versión y la última).
La base de los Delta IV está en la bahía de Saida Guba en el comando de la Flota del Norte en la 31ª Div. de submarinos de Yagelnaya, que acoge los cinco submarinos. Todos los submarinos de esta clase fueron construidos en los astilleros de la empresa Sevmash situada en Severodvinsk, y por la oficina de diseño de la legendaria empresa rusa constructora de submarinos Rubin, fundada en 1903 por el almirante Iván Bubnov, que incluso la URSS llegó a potenciar hasta llegar a ser la más poderosa en la actualidad bajo el mandato presidencial de Vladímir Putin, a pesar de haber pasado una penuria económica muy significativa en la época del expresidente ruso Boris Yeltsin. 
Tiene el mismo diseño que los submarinos Proyecto 667BDR Kalmar (Delta III) con doble casco, una silueta característica con "joroba" que aloja los 16 silos de misiles SLBM R-29 (SS-N-23), detrás de la vela, la cual posee dos hidroplanos vectorizables retráctiles, para mejorar la estabilidad en la navegación en inmersión y la misma configuración de misiles balísticos SLBM R-29.
Los Delta I y II estaban armados con el misil R-29 (SS-N-8 RSM-40 de 8300 km), el Delta-III empleaba inicialmente el misil R-29R (SS-N-18 RSM-50 de 6500 km), y luego el R-29RM (SS-N-18 mejorado de 8300 km), para decantarse finalmente en la nueva versión R-29RMU-1 Sineva (SS-N-23, RSM-54) con un alcance de 9400 km. Los Delta IV utilizan la versión R-29 SS-N-23 RMU-2.1 Layner con un alcance acreditado de 11547 km gracias a una prueba balística realizada por un Delta IV en 2012 y de la que se hizo eco la prensa especializada internacional. 
Los cinco buques han sido sometidos a mejoras extensas de carácter general y a una modernización de sus equipos exhaustiva, tanto en el refuerzo de su estructura básica sin modificarla, como en el perfeccionamiento de los sistemas de propulsión y de energía (dos reactores nucleares VM-4 de agua presurizada que proporcionan 180 MW), y la motorización auxiliar de los sistemas integrados, tales como los sistemas de navegación, comunicaciones, seguridad, emergencia. Se ha cuidado además la habitabilidad y comodidad de la tripulación para su rutina militar diaria.
Tiene una profundidad máxima operacional de 320 metros, con una profundidad de seguridad crítica de 400 metros. Puede navegar a una velocidad máxima de 45 km/h (24 nudos) en inmersión.

### Actualización programada
El primero que fue actualizado entre el año 1997 y el 2003 fue el más antiguo construido, el K-51 "Verjoturye", el cual tuvo que volver a hacerlo en el 2019. El segundo, el K-84 "Ekaterimburg", tras una brillante hoja de servicios, se puso en grada rutinaria de mantenimiento en 2011, para volver al mar ese mismo año, (ya había sido actualizado entre 1994 y 1998), pero durante diciembre del mismo, por una chispa fortuita en los trabajos de reparación, se produjo un enorme incendio que afectó al casco y al andamiaje, lo que causó el desarme y posterior desguace de la embarcacion. El tercer submarino actualizado es el K-114 "Tula", entre 2000 y 2006, y fue considerado modélico y base para las futuras actualizaciones, con la excepción hecha del grave percance sufrido por el "Ekaterimburg" en 2011. El cuarto submarino en actualizarse fue el K-117 "Bryansk" entre 2002 y 2008. El quinto fue el K-18 "Karelia", entre 2004 y 2010, y por último se actualizó el K-407 "Novomoskovsk" entre los años 2006 y 2012. Con estas actualizaciones permanecerán en servicio hasta 2020. 
Para esta fecha serán sustituidos por las doce unidades programadas del SSBN Proyecto 955/955U Clase Borey I/II, dependiendo de las necesidades, de las cuales ya existen cinco navegando. Las 6 unidades restantes de la Clase Borey tendrán que estar listas y en activo para antes de diciembre de 2030, según los planes trazados por Vladímir Putin. Ante la lógica dificultad presupuestaria y logística que planteó en su día el anuncio de rearme global de Rusia el Primer Ministro Dmitri Medvédev durante su etapa como presidente, los Delta IV tengan que volver a realizar una actualización para 2019-2020, y así poder acompañar a los SSBN Clase Borey en la Defensa Estratégica de Rusia hasta el año 2040.
Esas son las previsiones a futuro del gobierno de Putin para mantener la disuasión nuclear estratégica pareja a la de los Estados Unidos (una media de 12-14 SSBN en patrulla oceánica permanente).

### Diseño

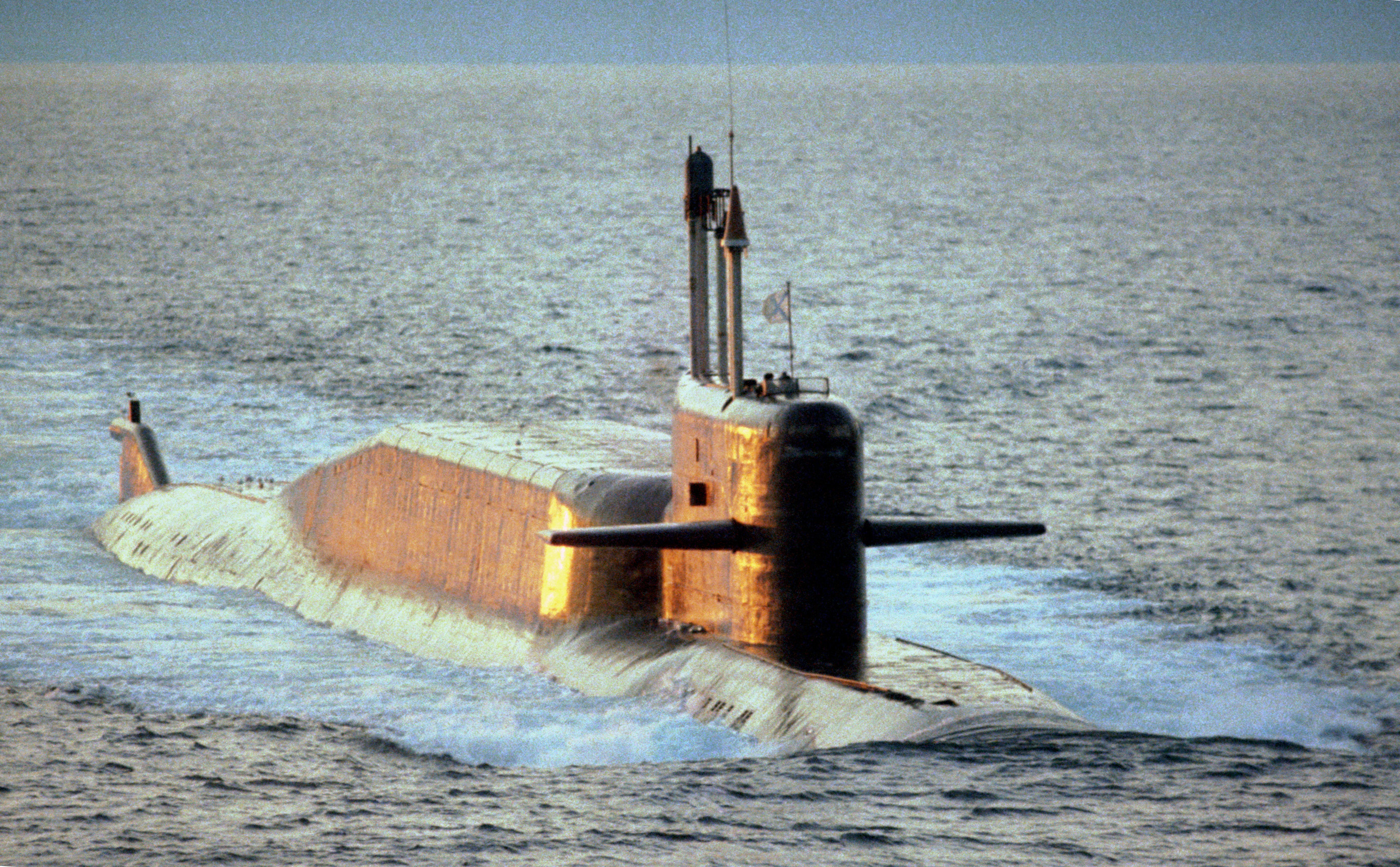
Submarino Delta IV.

Es el mismo diseño que la clase Delta III (proyecto 667 BDR), con doble casco, solo que este puede mover su nariz de forma horizontal usando los hidroplanos en el frente de la nave en el momento de navegar. Este submarino está recubierto para reducir al máximo el ruido acústico al sumergirse, lo cual también produce una firma acústica de menor magnitud. Para darle mayor sigilo durante la patrulla se implementaron varias mejoras, como aislar el equipo para evitar presiones al casco, y aislar aún más los compartimientos de los reactores. Las hélices fueron rediseñadas con base en cinco aspas cada una y mejoras hidroacústicas.

### Armamento
El arma principal de esta nave es el misil de 3 etapas R-29RM de combustible líquido hipergólico, portando 16 de ellos con ojivas nucleares múltiples MIRV (de 4 a 7, aunque puede llegar a diez ojivas de 100 kT + 5 señuelos inteligentes de evitación antimisil).
A diferencia de sus antecesores, este submarino puede lanzar sus misiles desde cualquier dirección en un curso de viaje constante. El lanzamiento de misiles se puede realizar desde una profundidad de 55 metros y a una velocidad crucero de 6 a 7 nudos, o incluso a 100 m y a 3 nudos, para evitar ser detectados por la prospección satelital. Todos los misiles pueden ser lanzados al mismo tiempo en una salva única, comúnmente denominadas salvas del Apocalipsis. Recientemente se les ha incorporado una actualización, el R-29RMU2 Layner, con la que el el K-114 "Tula" obtuvo un récord mundial al realizar una prueba balística con dicho misil, que alcanzó los 11.457 km de alcance y destruyó todos los objetivos previstos en el polígono de tiro de Kura, en Kamchatka. De esta forma, Rusia equipara sus SLBM más modernos al SLBM occidental UGM-133 Trident II D-5, que posee un alcance probado de 12.000 km. El Layner lleva un sistema de reentrada múltiple mucho más moderno y multifuncional, el D-9, llegando a impactar las siete ojivas independientes entre sí y maniobrables en su fase final antes de impactar en los blancos, que fueron conseguidos con un CEP demostrado de poco más de 100 m (109 m), superior al CEP del Trident II D-5 (120 m) registrado en 1992. Es muy difícil rebajar estas cifras para los misiles balísticos, porque dependen de una buena plataforma inercial-astroinercial y de un buen sistema de posicionamiento global (GPS-GLONASS). Así que cuanto mayor alcance inercial, mayor CEP y menor precisión, pero los rusos han roto con este axioma técnico, que ha quedado así invalidado.
Para su defensa fueron equipados con los torpedos TRV-671 RTM con 4 tubos de lanzamiento de calibre 533 mm, pero está diseñado para usar cualquier tipo de torpedo dentro de la Marina Rusa o minas y dispositivos antihidroacústicos. Están equipados con sistemas de procesamiento de batalla y mejora de blancos. Pueden usar modernos sistemas desplegables de rastras acústicas subacuáticas, sonares remolcables y boyas flotantes con instrumentación radiogoniométrica y de comunicaciones, aparte de su enorme y complejo sonar de detección y navegación para acceder al nuevo sistema de navegación global ruso GLONASS y de comunicaciones mejorado y recibir mensajes cifrados del comando Ruso estratégico, de Sérpujov y Noguinsk en tiempo real, ante una crisis internacional. 
El propósito principal de esta nave es atacar los centros militares de comando y control estratégicos e instalaciones industriales del enemigo usando misiles SLBM SS-N-23 Skiff, misil de 3 etapas con combustible líquido, con un alcance entre 8.300 km y 11.600 km, según las diferentes variantes del misil y los diferentes tipos de objetivos, con ojivas nucleares múltiples de 100 kilotones. Como armamento defensivo, el submarino también puede lanzar los misiles SS-N-15 y SS-N-16 antibuque, que pueden portar ojiva nuclear de 200 kT. y una amplia gama de torpedos, como el MK 40, desde los seis TT (tubos torpederos, -cuatro de 533 mm para el SS-N-15 y dos de 650 mm, este último utilizado tanto por los misiles SS-N-16-, como por los nuevos torpedos pesados como el supersónico de hipercavitación VA-111 Shkval). 

### Pruebas balísticas
Todas las unidades han realizado alguna vez test balísticos para probar las nuevas capacidades de los SLBM R-29 Sineva y de sus variantes mejoradas. Esto protagonizó el llamado Incidente "Polar Tempest" en 2011. En un clima de creciente tensión ruso-norteamericana, provocado por la ampliación del Escudo Antimisiles en Europa y la llamada Primavera Árabe, y la presumible derrota de Muamar el Gadafi en Libia frente a la OTAN, así como el aumento de violencia en la guerra civil de Siria. Rusia comienza a reforzar el puerto de Tartus en aquel país para proteger su base naval, comprada por la URSS en 1971.

### Despliegue y base
Inicialmente, todos los submarinos de la clase Delta IV fueron desplegados en la Flota del Norte en la Bahía Olenya. Asignados al 12º Escuadrón de submarinos estratégicos de la Flota del Norte, que ahora se encuentra en la Bahía de Yagelnaya.

### Nombres de los submarinos
- K-51 «Верхотурье» (Verjoturie)
- K-84 «Екатеринбург» (Yekaterinburg) — Desguazado a causa de un incendio durante su reparación en 2011
- K-114 «Тула» (Tula)
- K-117 «Брянск» (Bryansk)
- K-18 «Карелия» (Karelia)
- K-407 «Новомосковск» (Novomoskovsk)
- BS-64 БС-64 — ex K-64 "Владимир" (Podmoskovye), destinado a la 29Th (Brigada) independiente de submarinos para operaciones especiales y clandestinas de la inteligencia militar rusa, en la Flota del Norte, cuyo uso es como submarino de transporte nodriza de otros submarinos de tipo SSAN y del Pr.1083.1 Clase Losharik. No llevará ningún tipo de armamento.